# Рустен, Оливье
Оливье́ Русте́н (фр. Olivier Rousteing; род. 13 сентября 1985 года) — французский модельер, художественный руководитель модного дома Balmain с 2011 года.

## Биография
Раннее детство Оливье провёл в приюте для сирот. В 1986 году молодая пара взяла его на воспитание. Своих родителей Оливье описывает как «открытых ко всему новому людей». Он был отдан в государственную начальную школу, позже учился в частной школе. Семья была довольно состоятельной. Отец Рустена хотел, чтобы его сын сделал уклон в сторону математики и точных наук, поэтому, несмотря на дальнейший выбор профессии, Оливье обладает неплохими знаниями в этой сфере. Интерес к моде стал проявляться во время общения с бабушкой, однако сверстники не приветствовали такого увлечения Рустена.
В 2003 году Оливье закончил обучение в высшей школе искусств Esmod, после чего был принят на работу в модный дом Роберто Кавалли. Став креативным директором женской линии прет-а-порте, работал на этой должности в течение пяти лет. В 2009 году Рустен перешёл во французский модный дом Balmain, где тесно сотрудничал с креативным директором дома Кристофом Декарненом.
26 апреля 2011 года, в возрасте 25 лет, Оливье занял место креативного директора Balmain, из-за чего многие сотрудники покинули модный дом, посчитав, что он слишком молод и не готов брать на себя такую ответственность. На момент назначения на должность Оливье был относительно неизвестным дизайнером, однако он принёс свежий взгляд на эстетику бренда.
Модельер создал костюмы для балета хореографа Себастьена Берто «Возрождение», премьера которого состоялась в парижской Опере 13 июня 2017 года. 
В 2018 году Рустен решил, что Balmain должен вновь вернуться в мир высокой моды. Его первая коллекция от-кутюр «весна-лето — 2019» была представлена в Париже в январе 2019 года.

## Личная жизнь
Рустен — открытый гей.